# Concert voor orkest
Concert voor orkest is een begrip uit de klassieke muziek van de 20e eeuw.
Een concert(o) is traditioneel een muziekstuk waarin een of meerder instrumenten begeleid worden door een orkest (een instrument in een soloconcert, een groep van solo-instrumenten in het concerto grosso). Het ogenschijnlijk tegenstrijdige begrip Concert voor orkest wordt gebruikt om de nadruk te geven aan de solistische behandeling van de verschillende instrumenten en instrumentgroepen in het symfonieorkest.
Het bekendste Concert voor orkest is dat van Béla Bartók (1943), hoewel de titel ook daarvoor is gebruikt. Later volgden andere 20e-eeuwse componisten. Alan Hovhaness componeerde er meerdere; de nummering moest daarop aangepast worden; het is niet Concert voor orkest nr. 7, maar Concert nr. 7 voor orkest. Goffredo Petrassi maakte van het Concert voor orkest zijn specialiteit, hij schreef er acht in de jaren 1933-1972.

## Concerten voor Orkest(in chronologische volgorde)
- Concert voor orkest, opus 38 van Paul Hindemith (1925)
- Concert voor orkest, opus 24 van Knudåge Riisager (1931, première 1936)
- Concert voor orkest van Walter Piston (1933), gedeeltelijk gebaseerd op het stuk van Hindemith
- Concert voor orkest van Zoltán Kodály (1939)
- Concert voor orkest van Richard Mohaupt (1942-43)
- Concert voor orkest van Béla Bartók (1943)
- Concert voor strijkorkest  van Grażyna Bacewicz (1948)
- Concert voor orkest van Alan Rawsthorne (1949)
- Concert nr. 7 voor orkest, opus 116 van Alan Hovhaness (1953)
- Concert voor orkest van Witold Lutosławski (1950-54), leverde hem de 1e prijs op van de UNESCO in 1963.
- Concert nr. 8 voor orkest, opus 117 van Alan Hovhaness (1957)
- Concert voor orkest van Gia Kantsjeli (1961)
- Concert voor orkest van Grażyna Bacewicz (1962)
- Concert voor orkest van Michael Tippett (1962-63)
- Concert voor orkest van Havergal Brian (1964)
- Concert voor orkest van Roberto Gerhard (1965)
- Concert voor orkest van Thea Musgrave (1967)
- Concert voor orkest van Elliott Carter (1969)
- Concert voor orkest van Anthony Payne (1974)
- Concert voor orkest van Roger Sessions (1979-81), leverde hem de Pulitzer Prize for Music op in 1982
- Concert voor orkest van Karel Husa (1986)
- 1e Concert voor orkest van Steven Stucky (1986-87)
- Concert voor orkest van Leonard Bernstein (1986-89), ook bekend als Jubilee Games voor orkest en bariton
- Concert voor orkest nr. 4 van Rodion Sjtsjedrin (1989)
- Concert voor orkest (variaties zonder thema) van Denys Bouliane (1985-95)
- Concert voor orkest van Joan Tower (1991)
- Concert voor orkest nr. 5 van Rodion Sjtsjedrin (1998)
- Boston Concerto van Elliott Carter (2002)
- Concert voor orkest van Jennifer Higdon (2002).
- Concert voor orkest van Magnus Lindberg (2003).
- 2e Concert voor orkest van Steven Stucky (2003, leverde hem de Pulitzer Prize for Music op in 2005
- Concerten voor orkest  van Milton Babbitt (2004)
- Concert voor orkest  van Alejandro Arguello (2004-05)
- Concert voor Orkest "Seascapes" van Michael Berkeley (2004-05)
- Vie, Concert voor orkest van Jukka Tiensuu (2007)